# Stratarca
Stratarca (in greco στρατάρχης?, stratarchis; plurale: stratarchai, letteralmente primo milite) era un titolo dell'impero bizantino attribuito ai generali vincitori in battaglia. In tempi moderni nell'esercito del Regno di Grecia il titolo corrispondeva al titolo di maresciallo di campo.

## Impero bizantino
Il termine ha origine nell'Impero bizantino, dove dal IX all'XI secolo gli stratarchi erano una classe di alti funzionari incaricati delle finanze militari e dell'amministrazione, o drungarios della marina imperiale, il comes stabuli o il protospatario.
Alla fine del secolo XI il termine, unitamente alle sue varianti come "grande stratarca" (megas stratarches) e "panstratarca" (panstratarches), venne usato come titolo onorifico, come ad esempio per l'eroe del poema epico della letteratura di epoca bizantina Digenis Akritas o per famosi comandanti del passato come Belisario.

## Grecia moderna
Nella storia moderna della Grecia il titolo venne ufficialmente usato nella guerra d'indipendenza greca per Theodoros Kolokotronis in Morea e per Georgios Karaiskakis nella Grecia centrale. Il tenente generale Theodoros Grivas, cui era stato assegnato il titolo di stratarca, per aver guidato la rivolta che avrebbe portato alla destituzione del re Ottone I il 23 de ottobre 1862, morì prima di poter ricevere il titolo.
Nell'Esercito greco il grado di stratarca, equivalente a feldmaresciallo o generale dell'Esercito, durante la monarchia venne inizialmente assegnato a re Costantino I per il suo comando nelle guerre balcaniche. Dopo la sua morte, avvenuta nel 1923, il grado venne ripristinato nel 1939 per il Re Giorgio II e per i suoi successori fino all'abolizione della monarchia nel 1974. L'unico ufficiale ad essere stato insignito del grado fu il generale Alexander Papagos il 28 ottobre 1949 come riconoscimento dei suoi servizi durante l'invasione italiana della Grecia nel corso della seconda guerra mondiale e nella guerra civile greca.
Nelle forze armate greche in epoca monarchica, titoli omologhi a stratarca sono stati Aitherárchis nell'Aeronautica e Archinavarchos nella Marina ellenica, titoli che sono stati assegnati solo ai monarchi greci e paragonabili rispettivamente a maresciallo dell'aria e ad ammiraglio della flotta.

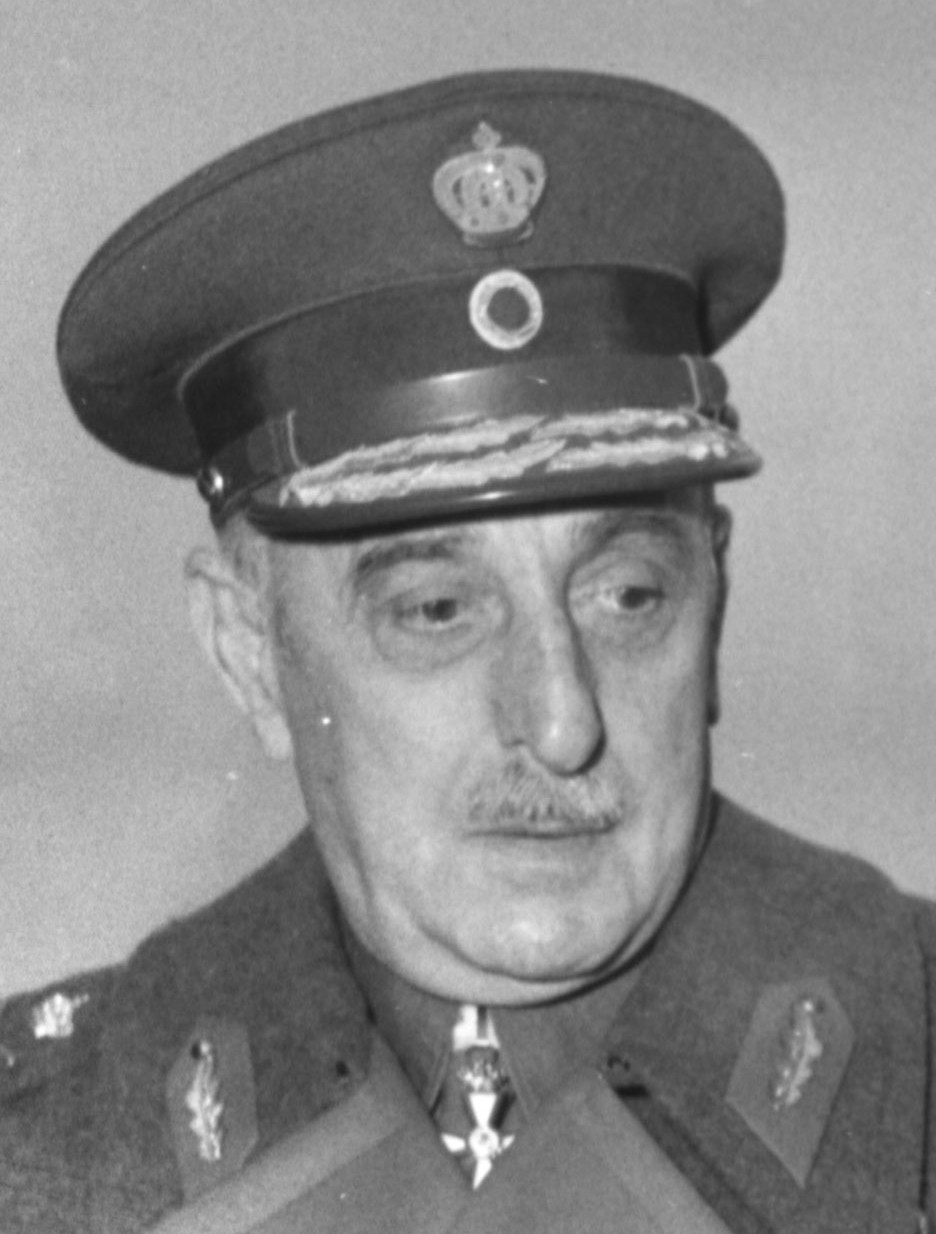
Alexander Papagos